# Douglas Emhoff
Douglas Craig Emhoff, född 13 oktober 1964 i New York, är en amerikansk advokat. Som make till vicepresident Kamala Harris var han USA:s andre herre åren 2021 till 2025 – den första någonsin. Han var även den första judiska maken/makan till en amerikansk president eller vicepresident.
Emhoff är av judisk börd och son till skodesignern Michael Emhoff och hans hustru Barbara. Han föddes i Brooklyn och växte upp i New Jersey från 1969 till 1981 varefter han flyttade med föräldrarna till Kalifornien. Efter examen på California State University i Northridge läste han juridik vid University of Southern California och doktorerade 1990. Emhoff är specialist inom immaterialrätt för underhållningsindustrin och har varit partner i advokatfirman DLA Piper. Från 2021 är han gästprofessor vid Georgetown University.
Emhoff gifte sig med Kamala Harris år 2014 och deltog i hennes valkampanj. Han har tidigare varit gift och har en son och en dotter med sin förra fru.